# Comores aux Jeux olympiques d'été de 1996
Les Comores participent aux Jeux olympiques d'été de 1996 à Atlanta aux États-Unis du 19 juillet au 4 août 1996. Il s'agit de sa 1re participation à des Jeux olympiques d'été.
La délégation comorienne comporte 4 athlètes (3 hommes et 1 femmes) dans un seul sport (athlétisme). Aucun de ces 4 athlètes n'a remporté une médaille.

## Athlétisme
L'athlétisme est la seule discipline pratiquée par la délégation comorienne.
Hommes
Courses
| Athlète         | Épreuve    | Séries   | Séries | Quarts de finale | Quarts de finale | Demi-finales | Demi-finales | Finale   | Finale |
| Athlète         | Épreuve    | Résultat | Rang   | Résultat         | Rang             | Résultat     | Rang         | Résultat | Rang   |
| --------------- | ---------- | -------- | ------ | ---------------- | ---------------- | ------------ | ------------ | -------- | ------ |
| Hassan Abdou    | 400 mètres | 50.17    | 8e     | -                | -                | -            | -            | -        | -      |
| Mohamed Bakar   | 100 mètres | 11.02    | 9e     | -                | -                | -            | -            | -        | -      |
| Hadhari Djaffar | 200 mètres | 22.68    | 8e     | -                | -                | -            | -            | -        | -      |

Femmes
Courses
| Athlète          | Épreuve    | Séries   | Séries | Quarts de finale | Quarts de finale | Demi-finales | Demi-finales | Finale   | Finale |
| Athlète          | Épreuve    | Résultat | Rang   | Résultat         | Rang             | Résultat     | Rang         | Résultat | Rang   |
| ---------------- | ---------- | -------- | ------ | ---------------- | ---------------- | ------------ | ------------ | -------- | ------ |
| Ahamada Haoulata | 400 mètres | 1:03.44  | 7e     | -                | -                | -            | -            | -        | -      |